# Dipterocarpus cinereus
Dipterocarpus cinereus (лат.), местное индонезийское название Lagan Bras — вид тропических деревьев рода Диптерокарпус семейства Диптерокарповые. Раньше вид считался вымершим, но в 2013 году учёные из Индонезийского научного института выяснили, что он до сих пор произрастает на севере Суматры и острове Мурсала.
Высокое вечнозелёное дерево. Высота ствола может достигать 50 метров, диаметр превышать 100 см. Листья яйцевидные, небольшие для диптерокарпуса: 6—8 см в длину и 1,7—2,5 см в ширину.
Впервые был описан голландским ботаником Дирком Слотеном в 1927 году.